# أسطبونة
بلدية أسطبونة أو إسطبونة (بالإسبانية: Estepona) هي بلدية تقع في مقاطعة مالقة التابعة لمنطقة أندلوسيا جنوب إسبانيا.

## الديموغرافيا
بلغ عدد سكان بلدية أسطبونة 65.667 نسمة عام 2011 (وفقاً للمعهد الوطني الإسباني للإحصاء).
| 37.557 | 40.552 | 46.342 | 54.709 | 60.328 | 65.592 | 65.667 |

## أعلام
- ميغيل دي لوس سانتوس
- خايمي مولينا
- خوان برانكو
- مادلين ليبو
- نوريا بينزال